# Bothynotus barberi
Bothynotus barberi är en insektsart som beskrevs av Knight 1933. Bothynotus barberi ingår i släktet Bothynotus och familjen ängsskinnbaggar. Inga underarter finns listade i Catalogue of Life.